# Bartolomea Acciaiuoli
Bartolomea Acciaiuoli (1370 - 1397) fou filla de Neri I Acciaiuoli. El seu pare li va deixar Corint per testament datat el 17 de setembre de 1394 poc abans de morir. Va ser senyora de Corint del 1394 al 1397. Estava casada (des del 1385) amb Teodor Paleòleg, dèspota de Morea i Mistra, príncep d'Esparta. Va morir sense fills. El seu marit va morir el 1407.